# The Whip (Band)
The Whip ist eine Band aus Salford, Manchester, die 2006 gegründet wurde.

## Geschichte
Ihr Debüt-Album, X Marks Destination, wurde am 24. März 2008 unter dem Label Southern Fried Records veröffentlicht; wie schon bei allen drei Singles zuvor wählte die Band auch dieses Mal ein anderes Label. Sie wurden außerdem von verschiedenen Bands beauftragt, Remixes von deren Liedern zu erstellen, zum Beispiel von den Editors, Hadouken! und The Courteeners. Ihre Songs fanden zahlreiche Verwendung in Soundtracks.

## Diskografie

### Alben
- 2008: X Marks Destination (Southern Fried Records) (#40 UK)
- 2008: Remix Marks Destination (Southern Fried Records)
- 2009: X Marks Destination (Razor & Tie) (U.S. Release)
- 2011: Wired Together (Southern Fried Records)

### Singles und EPs
- 2006: Frustration (Kids)
- 2006: Trash (Lavolta Records)
- 2007: Divebomb (Kitsuné)
- 2007: Muzzle No. 1 (Southern Fried Records)
- 2007: Sister Siam (Southern Fried Records)
- 2008: Blackout (Southern Fried Records)
- 2008: Trash (Southern Fried Records)

### Remixes (Beispiele)
So wie Songs von The Whip oft neu aufgelegt werden, erstellen sie selbst immer wieder Remixes von anderen Bands. Einige davon werden in ihrem Blog oder auf ihrem dafür angelegten MySpace-Profil veröffentlicht.
2007
- Editors – An End Has a Start"
- The Black Ghosts – Anyway You Choose to Give It
- Sons And Daughters – Killer
- Paul Hartnoll Feat. Robert Smith – Please
- Asobi Seksu – Strawberries

2008
- Hadouken! – Declaration of War

## Verwendung von Songs
Trash wurde für verschiedene britische Werbespots verwendet, z. B. 2009 für Coors Light Beer. Außerdem war es die Hintergrundmusik für die Serie RudeTube.
Trash kommt im Soundtrack von MotorStorm: Pacific Rift vor.
Blackout wird im Soundtrack von EA Sports NBA Live 2009 verwendet. Außerdem taucht es in der ersten Staffel der britischen Serie "Batteries Not Included" auf.
Muzzle No. 1 ist Teil des Soundtracks  der Fußballsimulation FIFA 09
Fire ist Teil des EA Sports Need for Speed: Undercover-Soundtracks.
Divebomb ist Teil des Sims 2 Apartment-Leben Soundtracks.